# Meester van de Llangattock-getijden

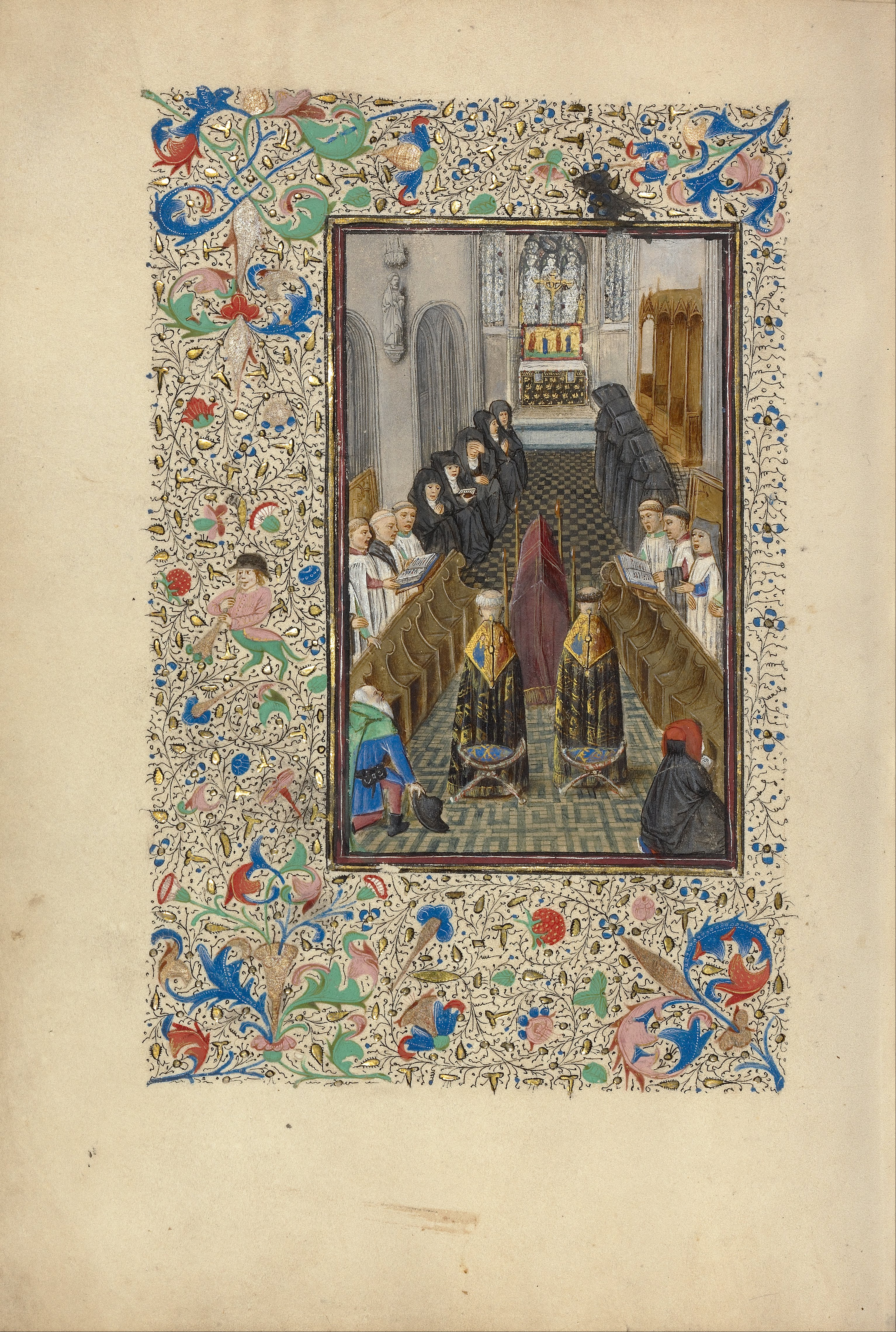
Llangattock-getijdenboek, f131v, Dodenmis

De Meester van de Llangattock-getijden was een Zuid-Nederlands miniaturist die actief was omstreeks het midden van de vijftiende eeuw. Er zijn geen biografische details over deze meester bekend. Hij wordt aanzien als de voornaamste van de acht artiesten die meewerkte aan de realisatie van het Llangattock-getijdenboek waaraan hij zijn noodnaam te danken heeft. Van de dertien gehistorieerde initialen in dit handschrift is er slechts één niet van zijn hand, het gelaat van Christus. Hij was ook verantwoordelijk voor alle volbladminiaturen in de Mariagetijden op de aanbidding der wijzen na en de miniaturen met de kruisiging en met de dodenmis zijn ook aan hem toegeschreven.
Deze meester werd door Anne van Buren de Meester van Folpard van Amerongen genoemd naar de vroegst gekende eigenaar van het manuscript.
Zijn vertrouwdheid met het werk van Jan van Eyck en diens atelier, zijn medewerking aan het Turijn-Milaan-Getijdenboek en zijn samenwerking met Willem Vrelant laten toe te veronderstellen dat deze meester werkzaam was in Brugge in de generatie na Van Eyck.

## Stijlkenmerken
De meester was actief tussen 1440 en 1460, na Jan van Eyck en was sterk door hem beïnvloed. Zijn composities en de plaatsing van de figuren daarin, verwijzen zeer duidelijk naar diens werk.  Op de catalogus van het Getty Museum zegt men dat zijn figuren klein en stijf voorkomen. Ze worden in een weids landschap of in een vreemd aandoende architectuur geplaatst. Volgens een groot aantal kunsthistorici zou deze meester betrokken geweest zijn bij de verluchting van het Turijn-Milaan-Getijdenboek en volgens de indeling van Georges Hulin de Loo, een Gents hoogleraar en kunsthistoricus, die de miniaturen toeschreef aan niet minder dan 11 handen die hij de namen A tot K gaf, zou hij tot de K-groep behoord hebben. De kunstenaars in de K-groep waren de laatste miniaturisten die aan het handschrift werkten.

## Toegeschreven werken
- Een aantal miniaturen in het Turijn-Milaan-Getijdenboek.[7]
- Llangattock-getijdenboek samen met andere meesters
- Getijdenboek naar het gebruik voor Rome, British Library,  Stowe 21 (toegeschreven aan een opvolger)[8]